# Copa del Generalísimo 1941
Die Copa del Generalísimo 1941 war die 37. Austragung des spanischen Fußballpokalwettbewerbes, der heute unter dem Namen Copa del Rey stattfindet.
Der Wettbewerb startete am 23. März und endete mit dem Finale am 29. Juni 1941 im Estadio Chamartín in Madrid. Titelverteidiger des Pokalwettbewerbes war RCD Español. Den Titel gewann erstmals in der Vereinsgeschichte der FC Valencia durch einen 3:1-Erfolg im Finale gegen RCD Español.

## Erste Runde
Die Hinspiele wurden am 23. März, die Rückspiele am 30. März 1941 ausgetragen.
|                   | Gesamt |                 | Hinspiel | Rückspiel |
| ----------------- | ------ | --------------- | -------- | --------- |
| Stadium Avilesino | 01:19  | Real Gijón      | 1:6      | 00:13     |
| Real Santander    | 1:6    | Club Ferrol     | 1:1      | 0:5       |
| Real Unión        | 4:9    | CA Osasuna      | 2:1      | 2:8       |
| Arenas Club       | 03:15  | FC Barakaldo    | 1:4      | 02:11     |
| FC Badalona       | 1:3    | FC Girona       | 1:1      | 0:2       |
| Levante UD        | 4:2    | CD Sabadell     | 3:1      | 1:1       |
| UD Salamanca      | 2:5    | Real Valladolid | 1:3      | 1:2       |
| RCD Córdoba       | 2:5    | Cartagena FC    | 2:2      | 0:3       |
| Jerez CF          | 2:3    | CD Malacitano   | 1:0      | 1:3       |
| Betis Sevilla     | 3:3    | FC Cádiz        | 1:2      | 2:1       |

### Entscheidungsspiele
Das Spiel wurde am 21. Mai in Saragossa ausgetragen.
|               | Ergebnis |          |
| ------------- | -------- | -------- |
| Betis Sevilla | 5:1      | FC Cádiz |

## Zweite Runde
Die Hinspiele wurden am 6. April, die Rückspiele am 13. April 1941 ausgetragen.
|                  | Gesamt |               | Hinspiel | Rückspiel |
| ---------------- | ------ | ------------- | -------- | --------- |
| Real Valladolid  | 5:2    | Club Ferrol   | 5:0      | 0:2       |
| Racing Langreano | 0:7    | Real Gijón    | 0:4      | 0:3       |
| CD Alavés        | 3:5    | FC Barakaldo  | 1:1      | 2:4       |
| CA Osasuna       | 1:6    | Levante UD    | 1:1      | 0:5       |
| CD Constancia    | 2:4    | FC Girona     | 1:0      | 1:4       |
| FC Elche         | 1:3    | Cartagena FC  | 1:1      | 0:2       |
| AD Ferroviaria   | 1:10   | CD Malacitano | 1:4      | 0:6       |
| SD Ceuta         | 3:4    | Betis Sevilla | 2:1      | 1:3       |

## Dritte Runde
Die Hinspiele wurden am 20. April, die Rückspiele am 27. April 1941 ausgetragen.
|                     | Gesamt |                   | Hinspiel | Rückspiel |
| ------------------- | ------ | ----------------- | -------- | --------- |
| FC Girona           | 3:7    | RCD Español       | 1:1      | 2:6       |
| Deportivo La Coruña | 2:11   | Celta Vigo        | 2:3      | 0:8       |
| Real Gijón          | 3:7    | Real Oviedo       | 1:4      | 2:3       |
| FC Barakaldo        | 3:4    | Real Valladolid   | 3:1      | 0:3       |
| Levante UD          | 9:4    | Real Saragossa    | 5:3      | 4:1       |
| CD Castellón        | 7:4    | Hércules Alicante | 5:2      | 2:2       |
| Cartagena FC        | 3:4    | Real Murcia       | 1:2      | 2:2       |
| Betis Sevilla       | 1:0    | CD Malacitano     | 0:0      | 1:0       |

## Achtelfinale
Die Hinspiele wurden am 11. Mai, die Rückspiele am 18. Mai 1941 ausgetragen.
|                 | Gesamt |                   | Hinspiel | Rückspiel |
| --------------- | ------ | ----------------- | -------- | --------- |
| CF Barcelona    | 4:6    | RCD Español       | 1:2      | 3:4       |
| Betis Sevilla   | 02:13  | Atlético Aviación | 1:5      | 1:8       |
| CD Castellón    | 2:7    | FC Sevilla        | 1:2      | 1:5       |
| Atlético Bilbao | 3:4    | FC Valencia       | 2:1      | 1:3       |
| Real Madrid     | 4:5    | Celta Vigo        | 2:2      | 2:3       |
| Real Oviedo     | 3:3    | Real Murcia       | 2:1      | 1:2       |
| Real Valladolid | 3:3    | Real Sociedad     | 1:0      | 2:3       |
| Levante UD      | 4:3    | FC Granada        | 3:2      | 1:1       |

### Entscheidungsspiele
Die Spiele wurden am 20. und 22. Mai in Madrid und Saragossa ausgetragen.
|                 | Ergebnis |               |
| --------------- | -------- | ------------- |
| Real Oviedo     | 1:1      | Real Murcia   |
| Real Oviedo     | 3:2      | Real Murcia   |
| Real Valladolid | 1:3      | Real Sociedad |

## Viertelfinale
Die Hinspiele wurden am 25. Mai, die Rückspiele am 1. Juni 1941 ausgetragen.
|               | Gesamt |                   | Hinspiel | Rückspiel |
| ------------- | ------ | ----------------- | -------- | --------- |
| Real Oviedo   | 3:4    | Celta Vigo        | 3:2      | 0:2       |
| Real Sociedad | 2:1    | Atlético Aviación | 2:1      | 0:0       |
| RCD Español   | 0:0    | Levante UD        | 0:0      | 0:0       |
| FC Valencia   | 9:3    | FC Sevilla        | 8:1      | 1:2       |

### Entscheidungsspiele
Das Spiel wurde am 3. Juni in Saragossa ausgetragen.
|             | Ergebnis |            |
| ----------- | -------- | ---------- |
| RCD Español | 3:0      | Levante UD |

## Halbfinale
Die Hinspiele wurden am 8. Juni, die Rückspiele am 15. Juni 1941 ausgetragen.
|             | Gesamt |               | Hinspiel | Rückspiel |
| ----------- | ------ | ------------- | -------- | --------- |
| RCD Español | 8:2    | Real Sociedad | 6:0      | 2:2       |
| Celta Vigo  | 1:6    | FC Valencia   | 1:2      | 0:4       |

## Finale
| FC Valencia                                 | FC Valencia | RCD Español | RCD Español |
| ------------------------------------------- | --- | --- | ----------- |
| FC Valencia                                 | \| 29. Juni 1941 in Madrid (Estadio Chamartín) \| \| Ergebnis: 3:1 (2:0) \| \| Zuschauer: 23.000 \| \| Schiedsrichter: Eduardo Iturralde \|                              | \| 29. Juni 1941 in Madrid (Estadio Chamartín) \| \| Ergebnis: 3:1 (2:0) \| \| Zuschauer: 23.000 \| \| Schiedsrichter: Eduardo Iturralde \|                                              | RCD Español |
| FC Valencia                                 | Pío Bau – Álvaro Pérez, Juan Ramón – Inocencio Bertolí, Vicente Sierra, Lelé – Epi, Amadeo Ibáñez, Mundo, Vicente Asensi, Guillermo Gorostiza Cheftrainer: Ramón Encinas | Alberto Martorell – Ricardo Teruel, Moreno - Jaime Arasa, Isidro Rovira, Félix Llimós – Macala, Gabriel Jorge, Antonio Chas, Eduardo Olivas, Francisco Mas Cheftrainer: Patricio Caicedo | RCD Español |
| FC Valencia                                 | 1:0 Mundo (9.) 2:0 Mundo (25.) 3:0 Vicente Asensi (64.) | 3:1 Ricardo Teruel (74., Elfm.) | RCD Español |
| 29. Juni 1941 in Madrid (Estadio Chamartín) | | |             |
| Ergebnis: 3:1 (2:0)                         | | |             |
| Zuschauer: 23.000                           | | |             |
| Schiedsrichter: Eduardo Iturralde           | | |             |